# 주간고속도로 제20호선
주간고속도로 제20호선(영어: Interstate 20, I-20)은 미국 남부 텍사스주 켄트(Kent) 근교에서 남동부 사우스캐롤라이나주 플로렌스(Florence) 근교를 연결하는 총 연장 2477.39km의 동서축 고속도로이다. 20호선은 10개의 남북축 고속도로 중 5호선, 15호선과 25호선을 제외한 나머지 7개와 모두 교차하며 동서축 고속도로도 10호선, 30호선과 교차한다.
20호선이 끝나는 종점에서 동쪽으로 약 3km을 더 이동해야 플로렌스에 도달할 수 있으므로 우측 종점란에 '플로렌스 근교'로 표시해두었다.